# Miroslav Kouřil (scénograf)
Miroslav Kouřil (15. října 1911, Jaroměř – 29. září 1984, Praha) byl český scénograf, komunistický funkcionář a spoluautor koncepce financování divadel v Československu.

## Život a dílo
Absolvoval architekturu na ČVUT. Roku 1933 začíná jeho mnohaletá spolupráce s E. F. Burianem: zakládají spolu divadlo D 34, ve kterém se Kouřil o rok později stává šéfem výpravy. Mezi jejich stěžejní společné výtvory byl tzv. Theatergraph, scénický postup kombinující hereckou akci a filmovou projekci předznamenávající budoucí existenci Laterny magiky. V závěru třicátých let se oba snažili o vybudování nového divadla s názvem Divadlo práce, avšak válečné události jim plány zhatily.
Po Burianově zatčení v roce 1941 se zbytkem souboru přešel do Městských divadel pražských, kde se účastnil uvedení jedné z mála pronacistických a protižidovských her uvedených za okupace českými divadly – Rothschild vítězí u Waterloo. V posledních letech okupace se podílel na přípravě poválečného uspořádání českého divadelnictví, postaveném na principech „socializace, demokratizace“ a „decentralizace“, odvozených z modelu řízení sovětského divadelnictví. 
V roce 1948 podepsal výzvu prokomunistické inteligence Kupředu, zpátky ni krok!, jež byla vydána dne 25. února 1948 na podporu komunistického převratu. Jako vedoucí I. Divadelní rady, člen Divadelní dramaturgické rady na Ministerstvu informací a stranický pracovník na ÚV KSČ spolurozhodoval o organizační, kádrové a ideologické politice v oblasti divadla. To v praxi znamenalo také personální čistky v divadelní obci po únoru 1948. Svou činností si vysloužil pověst nomenklaturního technokrata. Vypracoval klíčové teze divadelního zákona, který byl přednostně projednán dne 20. března 1948 Ústavodárným národním shromážděním. Divadelní zákon č. 32/1948 Sb. vstoupil v platnost 1. dubna 1948 a byl první přijatou poúnovovou legislativní normou (platil až do počátku devadesátých let). Díky tomuto systému financování divadel z veřejných prostředků nabyla divadla dosud nepoznané ekonomické jistoty, zcela na úkor permanentního tlaku ze strany režimu diktujícího podmínky pro vytváření uměleckých děl. V roce 1957 se Kouřil vrátil k divadlu jako scénograf, teoretik a historik. V letech 1963–1974 byl vedoucím Scénografické laboratoře Národního divadla. Před opuštěním Scénografické laboratoře byl jmenován profesorem Filosofické fakulty UK.